# Lynsay Sands
Pour les articles homonymes, voir Sands.
Œuvres principales
- Les Vampires Argeneau

Lynsay Sands, née à Leamington en Ontario, est une auteure canadienne de plus de trente livres, partagés entre de la romance, des historiques, des contemporains et du paranormal.

## Biographie
Elle est connue pour l'humour qu'elle intègre dans ses histoires. Elle écrit des romans historiques et paranormaux, et elle est connue pour sa série Les Vampires Argeneau, une histoire moderne d'une famille de vampires.
Sands a grandi dans le Sud en Ontario. Avant l'université, Sands a envoyé un manuscrit à Harlequin, mais elle a reçu comme réponse qu'elle devait tout réécrire. Elle prend cela pour un rejet et reprend ses études à l'Université de Windsor tout en travaillant à plein temps,. Sands a publié son premier roman, The Deed, en 1997.
Lynsay écrit pour trois maisons d'éditions : HarperCollin, Dorchester, and Kensington. Ses romans figurent dans les classements des bestsellers de Waldenbooks, Barnes & Noble, USA Today et The New York Times.

## Récompenses
Lynsay Sands est nommée dans la catégorie Meilleure Romance Historique (Romantic Times Best Historical Romance) et Meilleure Romance Paranormale (Romantic Times Best Paranormal Romance) et elle a été classée trois fois dans le Reviewers International Organization (RIO) awards. Elle a gagné un P.E.A.R.L. (Paranormal Excellence Award for Romantic Literature) award et a été nommé de nombreuses autres fois.
- 2000 P.E.A.R.L. Best Paranormal Anthology pour Mistletoe & Magic[3]

## Œuvres

### SérieLes vampires Argeneau
1. En cas d'urgence, Milady, 2001 ((en) A Quick Bite, 2005)
2. L'amour m'a tuée, Milady, 2011 ((en) Love Bites, 2004)
3. JF cherche vampire, Milady, 2011 ((en) Single White Vampire, 2003)
4. Beau, ténébreux et vorace, Milady, 2011 ((en) Tall, Dark & Hungry, 2004)
5. Le Temps d'une morsure, Milady, 2011 ((en) A Bite To Remember, 2006)
6. Mords-moi si tu peux, Milady, 2012 ((en) Bite Me If You Can, 2007)
7. (en) The Accidental Vampire, 2008
8. (en) Vampires Are Forever, 2008
9. (en) Vampire, Interrupted, 2008
10. (en) Vampire Valentine, 2010Nouvelle incluse dans Bitten By Cupid
11. (en) Born To Bite, 2010
12. (en) Hungry For You, 2010
13. (en) The Reluctant Vampire, 2011
14. (en) Under a Vampire Moon, 2012
15. (en) The Lady is a Vamp, 2012
16. (en) Immortal Ever After, 2013
17. (en) One Lucky Vampire, 2013
18. (en) Vampire Most Wanted, 2014
19. (en) The Immortal Who Loved Me, 2015
20. (en) About A Vampire, 2015
21. (en) Runaway Vampire, 2016
22. (en) Immortal Nights, 2016
23. (en) Immortal Unchained, 2017
24. (en) Immortally Yours, 2017
25. (en) Twice Bitten, 2018
26. (en) Vampires Like It Hot, 2018
27. (en) The Trouble with Vampires, 2019
28. (en) Immortal Born, 2019
29. (en) Immortal Angel, 2020
30. (en) Meant to Be Immortal, 2021
31. (en) Mile High with a Vampire, 2021
32. (en) Immortal Rising, 2022
33. (en) After the Bite, 2022
34. (en) Bad Luck Vampire, 2023
35. (en) Immortal by Morning, 2025

#### TrilogieRogue Hunter
1. (en) The Rogue Hunter, 2008
2. (en) The Immortal Hunter, 2009
3. (en) The Renegade Hunter, 2009

### SérieThe Deed
1. (en) The Deed, 1997
2. (en) The Key, 1999
3. (en) THe Chase, 2004

### SérieDevil of the Highlands
1. (en) Devil of the Highlands, 2009
2. (en) Taming the Highland Bride, 2010
3. (en) The Hellion And The Highlander, 2010

### SérieMadison Sisters
1. (en) The Countess, 2011
2. (en) The Heiress, 2011
3. (en) The Husband Hunt, 2012

### Romans indépendants
- (en) The Switch, 1999
- (en) Sweet Revenge, 2000
- (en) Always, 2000
- (en) Lady Pirate, 2001
- (en) Bliss, 2001
- (en) A Reluctant Reformer, 2002
- (en) What She Wants, 2002
- (en) The Loving Daylights, 2003
- (en) The Perfect Wife, 2005
- (en) Love Is Blind, 2006
- (en) The Brat, 2007

### Anthologies
- (en) Three French Hens, 1999dans Five Gold Rings, avec Constance O'Banyon, Stobie Piel et Flora Speer ; réédité en 2008 dans l'anthologie A Historical Christmas Present, avec Lisa Kleypas et Leigh Greenwood
- (en) The Fairy Godmother, 2000dans Mistletoe & Magic, avec Lisa Cach, Stobie Piel et Amy Elizabeth Saunders
- (en) All I Want, 2001dans Wish List, avec Lisa Kleypas, Claudia Dain et Lisa Cach
- (en) Mother, May I?, 2001dans A Mother’s Way, avec Lisa Cach, Susan Grant et Julie Kenner
- (en) Bitten, 2004dans His Immortal Embrace, avec Sara Blayne, Hannah Howell et Kate Huntington ; réédité en 2008 dans l'Anthologie Eternal lover, avec Jackie Kessler, Richelle Mead et Hannah Howell
- (en) The Highland Bridge, 2004dans The Eternal Highlander, avec Hannah Lowell
- (en) The Rescue, 2006dans My Immortal Highlander, avec Hannah Lowell
- (en) The Claire Switch Project, 2006dans Dates From Hell, avec Kim Harrison, Kelley Armstrong et Lori Handeland
- (en) Capture, 2007dans Highland Thirst, avec Hannah Lowell
- (en) Run, Run, Rudolph, 2007dans Holidays Are Hell, avec Kim Harrison, Vicki Pettersson et Marjorie M. Liu
- (en) Vampire Valentin, 2010dans Bitten By Cupid, avec Pamela Palmer et Jamie Rush